# Uvertira operete "Šišmiš"
Uvertira operete "Šišmiš" je skladba Johanna Straußa sina. Skladba sadrži teme iz operete koju je Strauß skladao 1874. godine. Opereta je od nastanka zadržala popularnost, a posebno uvertira koja se često samostalno izvodi na koncertima.

## Kontekst i sadržaj
"Šišmiš" (njem. Die Fledermaus) je Straußova opereta u tri čina premijerno izvedena 5. travnja 1874. u Beču. Libreto su napisali Karl Haffner i Richard Genée.
Dr. Falke je dobio nadimak "Šišmiš" nakon neslane šale svog prijatelja Gabriela von Eisensteina i planira osvetu... nakon niza zavrzlama prepunih prelijepih melodija, sve se sretno završava: "šampanjac je kriv za sve".
Uvertira je na premijeri više puta prekidana aplauzom i uvelike je zaslužna za popularnost operete.

## O glazbi
Orkestracija: pikolo, flauta, 2 oboe, 2 klarineta, 2 fagota, 4 roga, 2 trube, 3 trombona, timpani, udaraljke, gudači
Tonalitet: A-dur
Uvertira djeluje kao potpuri, ali je u stvari napisana u sonatnoj formi. Uvod sadrži Eisensteinov motiv iz pretposljednje scene operete (Ja, ich bin´s, den ihr betrogen - ja sam taj koji je prevaren) koji se ponavlja kroz cijelu uvertiru, zatim akord iz prvog čina (ulazak Adele) i za njim 6 otkucaja sata iz finala drugog čina. Ekspozicija počinje temom "osvete šišmiša" iz posljednje scene operete. Sporedna tema je valcer s kraja drugog čina. Završna grupa sastoji se od Rosalindine teme iz prvog čina, kad ispraća muža "u zatvor" (So muß allein ich bleiben - moram sama ostati) i kankan-teme (O Gott, wie rührt mich dies! - o bože, kako me to pogađa; tercet Adele, Rosalinde i Eisensteina). Kratak razvoj koristi Eisensteinovu temu i motiv. U reprizi se teme ponavljaju redom iz ekspozicije. Koda sadrži kankan-temu, a Eisensteinov motiv uvodi u blistavo finale.
Trajanje uvertire je oko 8 minuta.

## Utjecaj
Uvertira se javlja na bezbrojnim trajnim zapisima. Često se izvodi kao uvertira koncerata klasične glazbe.
- Tom i Jerry dirigiraju izvedbom uvertire u crtanom filmu iz 1950. godine Tom and Jerry in the Hollywood Bowl